# 石鹸屋 (バンド)
石鹸屋（せっけんや）とは、hellnianが主宰する日本のバンド。2010年、SPEEDSTAR RECORDSからメジャーデビューした。

## メンバー
秀三（しゅうぞう）
作詞、作曲、ギター、ヴォーカルを担当。
元 メンバー、厚志の実兄でもある。
東方Projectのキャラクターのコスプレ（十六夜咲夜）とファントムマスクの特徴的な衣装で活動している。
- 使用機材

- ギター
  - SAITO Guitars S-622
  - Gibson ES-335
  - dragonfly BORDER 666
  - Fender Custom Shop Timemachine Series Stratocaster relic
  - Fender Custom Shop David Gilmour Stratocaster
  - Fender Custom Shop Telecaster Pro Closet Classic
  - Sago テレキャスターシェイプ（トレモロユニット付き、3点ピックアップのため、仕様はストラトキャスター）
  - Gibson SG Standard（1969年製）
  - Gibson Les Paul Deluxe（1975年製）

- アンプ
  - Kemper Profiling Amplifier
  - BUDDA SuperDriveⅡ 30
  - Marshall 2555 Jubilee

- エフェクター
  - Zoom G5
  - Zoom MS-100BT
  - Pete Cornish NB-2

hellnian（ヘルニアン）
作詞、ドラムを担当。
リーダーを務めている。TAMAドラムを愛用している。2015年11月の紅楼夢にて東方同人のショートショートを発表した。

### ライブメンバー
内山博登
ベース担当。
バンドhumans oulのベーシスト。ゼッケン屋のサポートメンバー。2015年から石鹸屋のサポートベース。
小林ヒロト
ギター担当。
ゼッケン屋のサポートメンバー。2015年から石鹸屋のサポートギター。
humans oulのサポートギタリストでもある。
狐夢想
マニピュレータ、キーボード担当。
COOL&CREATEでもシンセサイザー、キーボードを担当している。ゼッケン屋のサポートメンバー。石鹸屋のライブ自体には参加していないものの、メンバーである秀三の個人サークルであるゼッケン屋のライブメンバーとして参加している。

### 過去のメンバー
サポートメンバーとして参加していたり、正式に属していたメンバー。
イノ
ベース担当。
現在はバイタミンや個人サークル・オクタントモンキーで活動中。
COOL&CREATEにサポートベースとして参加していたこともある。
イガラシ
作曲、ベース担当。
当初はササキ名義で活動していた。現在はヒトリエで活動している。
厚志(あつし)
作詞、作曲、ヴォーカルを担当。
メンバーの秀三の実弟。
ベース不在の頃はベースも務めていたこともあった。ACE名義で活動していたこともある。
現在は、個人サークル「インフェクテッド」でベースヴォーカルを担当している。
BOSS(ボス)
ベース担当。
石鹸屋の前身バンドからの付き合い(当時はリーダー)
現在は引退し、一般人。

## 概要
高校時代に同級生だったドラムのhellnianとギターの秀三、hellnianの姉と同級生だったベースのイノが2005年4月に結成。
その後「東方不可拘束〜the maximum moving about!〜」以降、秀三の弟の厚志（当時はACE）がボーカルとして参加。
東方アレンジを始めたきっかけは、リーダーのhellnianが東方作品をプレイして音楽を気に入ったところから始まる。
メジャーデビューする以前から全国ツアーを行うなど、ライブ活動は活発に行っている。
音楽性は、秀三曰く「僕らの音楽性のルーツって東方アレンジや同人音楽以前の音楽、90年代前後の邦楽・洋楽のメジャーシーンで流行っていた音楽にある」。実際、「さっきゅんライト」や「True Blossom」など90年代の楽曲に影響されていると思われる曲がいくつもある。また、音楽業界では70 - 80年代のロック音楽と評されていることもある。
基本的に作曲は秀三、作詞はベース以外のメンバーという場合が多い。ただ、「ヒルクライム」、「エレクトリック・グランド・ファーザー」（作曲　イガラシ、秀三）や未発表曲「デッドエンド『騙し絵の孤独』」（作曲：BOSS）など、ベースが作った曲も一応存在する。

## ディスコグラフィー

### 配信限定シングル
| 発売日        | タイトル         |
| ------------- | ---------------- |
| 2022年3月16日 | 残香             |
| 2022年6月26日 | もう貴方より年上 |
| 2022年11月6日 | Love This Game   |
| 2023年1月7日  | 優しい偶然       |

### 同人作品

#### ゼッケン屋
秀三が主宰する個人サークル。

#### hellnian個人作
hellnianが個人で作った手焼きCD

### コンピレーション
| 発売日        | タイトル                   | 収録曲                                     | 備考 |
| ------------- | -------------------------- | ------------------------------------------ | ---- |
| 2015年8月16日 | くーくり博霊フェスティバル | ネココタ男マツリ / 石鹸屋, ザ・ルーツ&天音 |      |

## 主なライブ

### ワンマンライブ・主催イベント
| 開催日                       | タイトル | 備考                               |
| ---------------------------- | --- | ---------------------------------- |
| 2012年                       | 石鹸屋 LIVE DOJO 2012 原始交信会                                                                                    |                                    |
| 2013年1月4日                 | 冬の七日目～石鹸オンリー～                                                                                          | 赤坂BLITZS                         |
| 2013年2月17日                | どきどき 男だらけのバレンタインデー                                                                                 | SHIBUYA O-WEST                     |
| 2013年3月16日                | 汗だく 女だらけのホワイトデー                                                                                       | 渋谷CYCLONE                        |
| 2013年6月15日〜7月27日       | 石鹸屋 LIVE DOJO 2013 HUE CIRCLE                                                                                    |                                    |
| 2013年11月17日               | 石鹸屋 LIVE DOJO MANIACS 2013 再生工場(セ)                                                                          | 新宿BLAZE                          |
| 2013年11月29日               | 石鹸屋 LIVE DOJO MANIACS 2013 再生工場(パ)                                                                          | 梅田CLUB QUATTRO                   |
| 2013年12月31日               | 石鹸屋LIVE DOJO SPECIAL COUNTDOWN 13⇒14                                                                             | HEAVEN'S ROCK さいたま新都心 VJ-3  |
| 2014年4月10日                | 夜が明る過ぎるインストアイベント                                                                                    | TOWER RECORDS渋谷 B1F CUTUP STUDIO |
| 2014年4月12日〜5月31日       | 石鹸屋 LIVE DOJO 2014 夜がTOO MUCH                                                                                  |                                    |
| 2015年3月7日                 | 石鹸屋 LIVE DOJO 2015 落ちない、溶けない、泡立たない。                                                              | 赤坂BLITZ                          |
| 2016年10月22日〜11月19日     | 石鹸屋 LIVE DOJO 2016 再開のクロスハート                                                                            |                                    |
| 2017年3月19日                | 石鹸屋 LIVE DOJO SPECIAL 2017 CROSS HEART SCRAMBLE                                                                  | 新宿ReNY w/Humans oul              |
| 2017年6月16日                | 石鹸屋 LIVE DOJO LIMITED 2017                                                                                       | 名古屋ReNY limited                 |
| 2017年9月10日〜2018年3月17日 | 石鹸屋 LIVE DOJO 2017-2018 Beyond The Borderline                                                                    |                                    |
| 2018年8月26日〜9月29日       | 石鹸屋LIVE DOJO 2018 回遊 is YOU                                                                                    |                                    |
| 2019年7月15日〜12月1日       | SEKKENYA LIVE DOJO 2019 "For Child"                                                                                 |                                    |
| 2020年11月1日〜2021年8月29日 | SEKKENYA LIVE DOJO 2020-2021 石鹸で洗え                                                                             |                                    |
| 2021年7月31日〜2022年6月4日  | SEKKENYA LIVE DOJO 2021-2022『アルバム選抜・大体全部やってみた』                                                    |                                    |
| 2023年2月4日                 | SEKKENYA LIVE DOJO 2021-2022『アルバム選抜・大体全部やってみた』～境界観測・Deadman Walking・トウホウパンチライン～ | 新宿BLAZE                          |
| 2023年5月28日〜11月19日      | SEKKENYA LIVE DOJO 2023『イエローゼラニウム』                                                                       |                                    |